# Powers Lake (Dakota Północna)
Powers Lake – miasto w Stanach Zjednoczonych, w stanie Dakota Północna, w hrabstwie Burke.